# Chittoor (distrikt)
Chittoor (telugu: చిత్తూరు, urdu: چتور ضلع, tamil: சித்தூர்) er et distrikt i den indiske delstat Andhra Pradesh. Distriktets hovedstad er Chittoor.

## Demografi
Ved folketællingen i 2011 var der 4.170.468 indbyggere i distriktet, mod 3,745,875 i 2001. Den urbane befolkningen udgør 29,47 % af befolkningen.
Børn i alderen 0 til 6 år udgjorde 10,15 % i 2011 mod 12,96 % i 2001. Antallet af piger i den alder per tusinde drenge er 931 i 2011 mod 955 i 2001.

## Inddelinger

### Mandaler
I Andhra Pradesh er mandal det tredje administrative niveau, under staten og distrikterne. Chittoor distrikt har 66 mandaler.
- Peddamandyam
- Thamballapalle
- Mulakalacheruvu
- Peddathippasamudram
- B.Kothakota
- Kurabalakota
- Gurramkonda
- Kalakada
- Kambhamvaripalle
- Yerravaripalem
- Tirupati Urban
- Renigunta
- Yerpedu
- Srikalahasti
- Thottambedu
- Buchinaidu khandriga
- Varadaiahpalem
- Satyavedu
- Nagalapuram
- Pitchatur
- Vijayapuram
- Nindra
- K V B Puram
- Narayanavanam
- Vadamalapeta
- Tirupati Rural
- Ramachandrapuram
- Chandragiri
- Chinnagottigallu
- Rompicherla
- Pileru
- Kalikiri
- Vayalpadu
- Nimmanapalle
- Madanapalle
- Ramasamudram
- Punganur
- Chowdepalle
- Somala
- Sodam
- Pulicherla
- Pakala
- Vedurukuppam
- Puttur
- Nagari
- Karvetinagar
- Srirangarajapuram
- Palasamudram
- Gangadhara nellore
- Penumuru
- Puthalapattu
- Irala
- Thavanampalle
- Chittoor
- Gudipala
- Yadamari
- Bangarupalem
- Palamaner
- Gangavaram
- Peddapanjani
- Baireddipalle
- Venkatagirikota
- Ramakuppam
- Santhipuram
- Gudupalle
- Kuppam